# Jan Szyszko (zm. 1702)
Jan na Berezowie Szyszko (Szyszka) herbu własnego (zm. 7 maja 1702 roku) – stolnik brasławski w latach 1691–1702, pisarz grodzki słonimski w 1700 roku.
Żonaty z Elżbietą Pillanką.
Poseł sejmiku województwa inflanckiego na sejm konwokacyjny 1696 roku. Po zerwanym sejmie konwokacyjnym 1696 roku przystąpił 28 września 1696 roku do konfederacji generalnej. Deputat powiatu lidzkiego do rady stanu rycerskiego rokoszu łowickiego w 1697 roku.